# Av. 68 - Calle 72 (estación)
La estación sencilla Calle 72 hará parte del sistema de transporte masivo de Bogotá, TransMilenio, inaugurado en el año 2000.

## Ubicación
La estación está ubicada específicamente sobre la Avenida Carrera 68 entre calle 67 y calle 72.
Atenderá la demanda de los barrios J. J. Vargas, Bellavista Occidental y sus alrededores. En las cercanías se encuentra la Fundación Universitaria Panamericana.

## Origen del nombre
La estación no cuenta aún con un nombre oficial, sin embargo, provisionalmente y durante la etapa de construcción se le asigna un nombre provisional relacionado con la nomenclatura de las vías más cercanas o que servirán de acceso a la misma. Previo a la puesta en funcionamiento de la troncal, se realizó un proceso de selección del nombre con la comunidad para generar apropiación del sistema.

## Historia
En noviembre de 2018 se anunció el convenio de financiación entre el Gobierno Nacional y el Distrito que asegura los recursos para la construcción de las troncales de la avenida Ciudad de Cali y la avenida Congreso Eucarístico. En octubre de 2019 se inició el proceso de licitación para diseñar y construir esta troncal, y finalmente, el 23 de enero de 2020 se adjudicó la construcción de esta troncal. El acta de inicio fue firmada a finales de junio del mismo año.

## Servicios de la estación

### Esquema
| ← Norte  |               |               |                 |
| Calle 68 | sin servicios | sin servicios | Calle 67D Bis   |
| Puente   | Vagón 2       | Vagón 1       | En construcción |
| Calle 68 | sin servicios | sin servicios | Calle 67D Bis   |
| Sur →    |               |               |                 |

### Servicios urbanos
Así mismo funcionan las siguientes rutas urbanas del SITP en los costados externos a la estación, circulando por los carriles de tráfico mixto sobre la Avenida Carrera 68, con posibilidad de trasbordo usando la tarjeta TuLlave:
| Código | Sector                      | Dirección          | Rutas                                      |
| ------ | --------------------------- | ------------------ | ------------------------------------------ |
| 124A05 | D Br. J.J. Vargas           | AK 68 - CL 67G     | A606A610B326B904C137C705 291 661 E44 Z8    |
| 124B05 | D Br. J.J. Vargas           | AK 68 - CL 67F Bis | A611C404D630 442 634 T62 Z4B               |
| 124C05 | D Br. J.J. Vargas           | AK 68 - CL 67F     | A305B916C122C156D208D607                   |
| 125A05 | D Br. Bellavista Occidental | AK 68 - CL 68B     | H610H705K326K904 12 291 661 E44 T62 Z4B Z8 |
| 125B05 | D Br. Bellavista Occidental | AK 68 - CL 68B     | H606H611H630K122 442 634                   |
| 125C05 | D Br. Bellavista Occidental | AK 68 - CL 68B     | F404F427G137G156G208H607K305K916           |

## Ubicación geográfica
| Noroeste: Engativá   | Norte: Engativá     | Nordeste: N Calle 80    |
| Oeste: Engativá      |                     | Este: Barrios Unidos    |
| Suroeste: N Calle 66 | Sur: Barrios Unidos | Sureste: Barrios Unidos |